# Gerður Kristný
Gerður Kristný, née le 10 juin 1970 à Reykjavik (Islande), est une femme de lettres islandaise.

## Biographie
Elle obtient sa 2e licence en littérature comparative et française à l'Université d'Islande en 1992 avec un travail sur Les Fleurs du mal de Baudelaire. Elle suit un cours sur les médias dans la même université et un stage dans une radio danoise. Elle est l'éditeur du magazine Mannlíf de 1998 à 2004.
Elle a reçu divers prix et publié des romans, des contes, des livres pour enfants et des recueils de poèmes. Elle habite à Reykjavík avec son mari et son fils.

## Œuvres (sélection)
- Bátur með segli og allt (Un bateau avec un matelot et tout)
- Les sœurs couturières
- Des poèmes avec des mots du nord